# Victor Marie d'Estrées
Victor Marie d'Estrées, "Maréchal d'Estrées, Hertig av Estrées, även känd som markis och marskalk de Cœvres, född 30 november 1660, död 27 december 1737, var en fransk greve och militär. 
Han var son till Jean II d'Estrées och farbror till Louis Charles d'Estrées, Hertig av Estrées.
Estrées övergick efter en tids militärtjänst inom armén 1685 definitivt till flottan, deltog i pfalziska tronföljdskriget och blev vid spanska tronföljdskrigets utbrott spansk generallöjtnant till sjöss. 1703 blev Estrées marskalk av Frankrike och grand av Spanien och 1715 chef för amiralitetskollegiet.